# Jean Lambert Evans
Jean Lambert Evan's Allan, hay Jean Lambert Evans (sinh ngày 17 tháng 12 năm 1998), là một cầu thủ bóng đá chuyên nghiệp người Pháp đang thi đấu ở vị trí hậu vệ cho câu lạc bộ Ligue 2 Pau FC.

## Sự nghiệp câu lạc bộ
Anh bắt đầu thi đấu chuyên nghiệp tại Serie D cùng với Pavia. Ngày 1 tháng 12 năm 2017, anh chuyển đến một câu lạc bộ Serie D khác là Gozzano.
Cuối mùa giải 2017–18, Gozzano thăng hạng lên Serie C và anh tiếp tục gắn bó với câu lạc bộ. Evans có màn ra mắt cho Gozzano vào ngày 17 tháng 9 năm 2018 trong trận đấu trước Virtus Entella. Anh được đá chính và đã thi đấu hết trận.
Ngày 31 tháng 1 năm 2019, Evans chuyển sang câu lạc bộ Serie B Crotone, sau đó anh được câu lạc bộ cho mượn để trở lại Gozzano đến cuối mùa giải 2018–19. Anh đã kết thúc mùa giải chuyên nghiệp đầu tiên với 29 lần ra sân, trong đó có 26 lần đá chính.
Anh có màn ra mắt Serie B cho Crotone vào ngày 24 tháng 8 năm 2019 trong trận đấu với Cosenza. Anh ra sân thay cho Salvatore Molina ở phút thứ 70.
Ngày 5 tháng 10 năm 2020, anh gia nhập câu lạc bộ Serie C Catanzaro theo dạng cho mượn. Ngày 29 tháng 1 năm 2021, anh chuyển đến Livorno cũng theo một bản hợp đồng cho mượn khác.
Vào ngày 15 tháng 7 năm 2021, anh trở lại Pháp và kí hợp đồng với Pau.